# Bombini

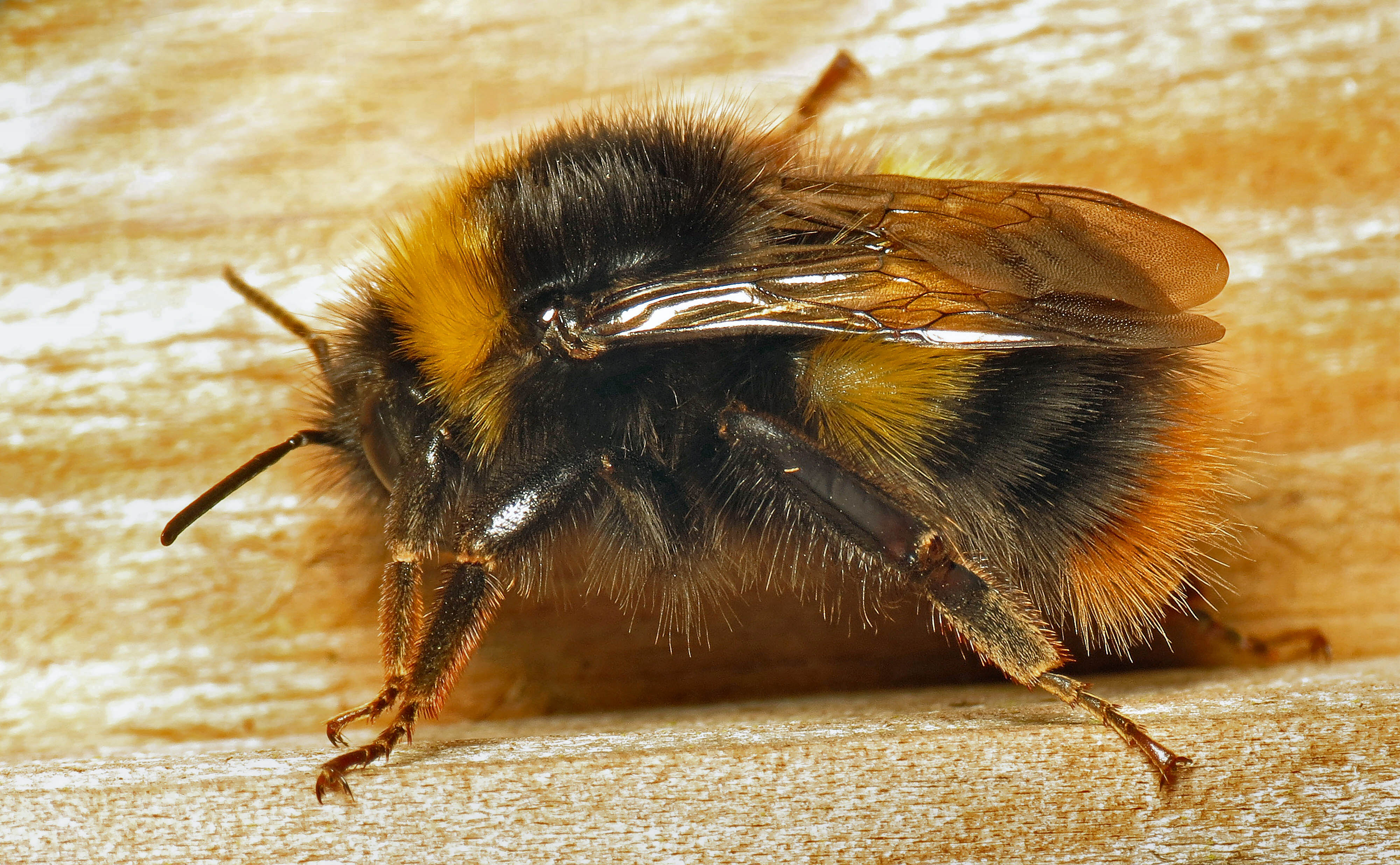
Bombus pratorum reina

Los abejorros (Bombini) son una tribu de la subfamilia Apinae. Es una tribu cosmopolita de ambos hemisferios. Habitan diversas altitudes, climas fríos, templados, semitemplados y cálidos.
Hay un solo género, Bombus Latreille (1802), los llamados abejorros, con más de 250 especies en 15 subgéneros. Se han descrito otros géneros fósiles.

## Fósiles
Bombus cerdanyensis fue descrito del Mioceno tardío en lechos lacustres de Cerdaña, España en 2014.
Calyptapis florissantensis fue descrito por Theodore Dru Alison Cockerell en 1906 del (Eoceno) lacustre – en lechos de Florissant en los Estados Unidos.
Oligobombus cuspidatus fue descrito por Alexander V. Antropov en 2014 en un lecho del Eoceno de la Isla de Wight, Inglaterra.